# Jordan Teze
Jordan Teze (Groninga, 30 settembre 1999) è un calciatore olandese, difensore del Monaco.

## Caratteristiche tecniche
Difensore piuttosto duttile, è un terzino destro o difensore centrale, all'occorrenza capace di giocare anche a sinistra.

## Carriera

### Club
Cresciuto nel settore giovanile del PSV fin dalla tenera età, ha esordito in prima squadra il 25 agosto 2018 disputando l'incontro di Eredivisie vinto 2-1 contro il PEC Zwolle. Si conquista il posto da titolare in difesa nel corso della stagione 2020/2021, ritagliandosi sempre più spazio nelle successive due stagioni. Dopo aver passato, tra giovanili e prima squadra, 17 anni nel PSV, il 20 agosto 2024 viene ufficialmente ingaggiato dal Monaco, in Ligue 1, firmando un contrattto quinquennale.

### Nazionale
L'8 giugno 2022 esordisce in nazionale maggiore nel successo per 1-2 in Nations League contro il Galles.

## Statistiche

### Presenze e reti nei club
Statistiche aggiornate al 26 dicembre 2024. 
| Stagione        | Squadra         | Campionato      | Campionato | Campionato | Coppe nazionali | Coppe nazionali | Coppe nazionali | Coppe continentali | Coppe continentali | Coppe continentali | Altre coppe | Altre coppe | Altre coppe | Totale | Totale | Totale |
| Stagione        | Squadra         | Comp            | Pres       | Reti       | Comp            | Pres            | Reti            | Comp               | Pres               | Reti               | Comp        | Pres        | Reti        | Pres   | Reti   |        |
| --------------- | --------------- | --------------- | ---------- | ---------- | --------------- | --------------- | --------------- | ------------------ | ------------------ | ------------------ | ----------- | ----------- | ----------- | ------ | ------ | ------ |
| 2017-2018       | Jong PSV        | 1D              | 16         | 1          |                 | -               | -               |                    | -                  | -                  |             | -           | -           | 16     | 1      |        |
| 2018-2019       | Jong PSV        | 1D              | 18         | 3          |                 | -               | -               |                    | -                  | -                  |             | -           | -           | 18     | 3      |        |
| 2019-2020       | Jong PSV        | 1D              | 7          | 0          |                 | -               | -               |                    | -                  | -                  |             | -           | -           | 7      | 0      |        |
| Totale Jong PSV | Totale Jong PSV | Totale Jong PSV | 41         | 4          |                 | -               | -               |                    | -                  | -                  |             | -           | -           | 41     | 4      |        |
| 2018-2019       | PSV             | ED              | 1          | 0          | CO              | 1               | 0               | UCL                | 0                  | 0                  | SO          | 0           | 0           | 2      | 0      |        |
| 2019-2020       | PSV             | ED              | 2          | 0          | CO              | 0               | 0               | UCL+UEL            | 0+1                | 0+0                | SO          | 0           | 0           | 3      | 0      |        |
| 2020-2021       | PSV             | ED              | 33         | 0          | CO              | 3               | 0               | UEL                | 9                  | 0                  | -           | -           | -           | 45     | 0      |        |
| 2021-2022       | PSV             | ED              | 29         | 1          | CO              | 4               | 0               | UCL+UEL+UECL       | 5+3+6              | 0+0+0              | SO          | 1           | 0           | 48     | 1      |        |
| 2022-2023       | PSV             | ED              | 27         | 0          | CO              | 4               | 0               | UCL+UEL            | 4+7                | 0                  | SO          | 1           | 0           | 43     | 0      |        |
| 2023-2024       | PSV             | ED              | 30         | 2          | CO              | 2               | 0               | UCL                | 12                 | 1                  | SO          | 1           | 0           | 45     | 3      |        |
| lug.-ago. 2024  | PSV             | ED              | 2          | 0          | CO              | 0               | 0               | UCL                | 0                  | 0                  | SO          | 1           | 0           | 3      | 0      |        |
| Totale PSV      | Totale PSV      | Totale PSV      | 124        | 3          |                 | 14              | 0               |                    | 47                 | 1                  |             | 4           | 0           | 189    | 4      |        |
| 2024-2025       | Monaco          | L1              | 10         | 1          | CF              | 1               | 1               | UCL                | 1                  | 0                  | SF          | -           | -           | 12     | 2      |        |
| Totale carriera | Totale carriera | Totale carriera | 175        | 7          |                 | 15              | 1               |                    | 48                 | 1                  |             | 4           | 0           | 242    | 9      |        |

### Cronologia presenze e reti in nazionale
| Cronologia completa delle presenze e delle reti in nazionale ― Paesi Bassi | Cronologia completa delle presenze e delle reti in nazionale ― Paesi Bassi | Cronologia completa delle presenze e delle reti in nazionale ― Paesi Bassi | Cronologia completa delle presenze e delle reti in nazionale ― Paesi Bassi | Cronologia completa delle presenze e delle reti in nazionale ― Paesi Bassi | Cronologia completa delle presenze e delle reti in nazionale ― Paesi Bassi | Cronologia completa delle presenze e delle reti in nazionale ― Paesi Bassi | Cronologia completa delle presenze e delle reti in nazionale ― Paesi Bassi |
| Data                                                                       | Città                                                                      | In casa                                                                    | Risultato                                                                  | Ospiti                                                                     | Competizione                                                               | Reti                                                                       | Note                                                                       |
| -------------------------------------------------------------------------- | -------------------------------------------------------------------------- | -------------------------------------------------------------------------- | -------------------------------------------------------------------------- | -------------------------------------------------------------------------- | -------------------------------------------------------------------------- | -------------------------------------------------------------------------- | -------------------------------------------------------------------------- |
| 8-6-2022                                                                   | Cardiff                                                                    | Galles                                                                     | 1 – 2                                                                      | Paesi Bassi                                                                | UEFA Nations League 2022-2023 - 1º turno                                   | -                                                                          | 3’                                                                         |
| 11-6-2022                                                                  | Rotterdam                                                                  | Paesi Bassi                                                                | 2 – 2                                                                      | Polonia                                                                    | UEFA Nations League 2022-2023 - 1º turno                                   | -                                                                          | 65’                                                                        |
| 14-6-2022                                                                  | Rotterdam                                                                  | Paesi Bassi                                                                | 3 – 2                                                                      | Galles                                                                     | UEFA Nations League 2022-2023 - 1º turno                                   | -                                                                          | 46’                                                                        |
| 21-11-2023                                                                 | Faro                                                                       | Gibilterra                                                                 | 0 – 6                                                                      | Paesi Bassi                                                                | Qual. Euro 2024                                                            | -                                                                          | 45’                                                                        |
| Totale                                                                     |                                                                            | Presenze                                                                   | 4                                                                          |                                                                            | Reti                                                                       | 0                                                                          |                                                                            |

## Palmarès
- Supercoppa dei Paesi Bassi: 3

PSV: 2021, 2022, 2023
- Coppa dei Paesi Bassi: 2

PSV: 2021-2022, 2022-2023
- Campionato olandese: 1

PSV: 2023-2024